# Abell 2744

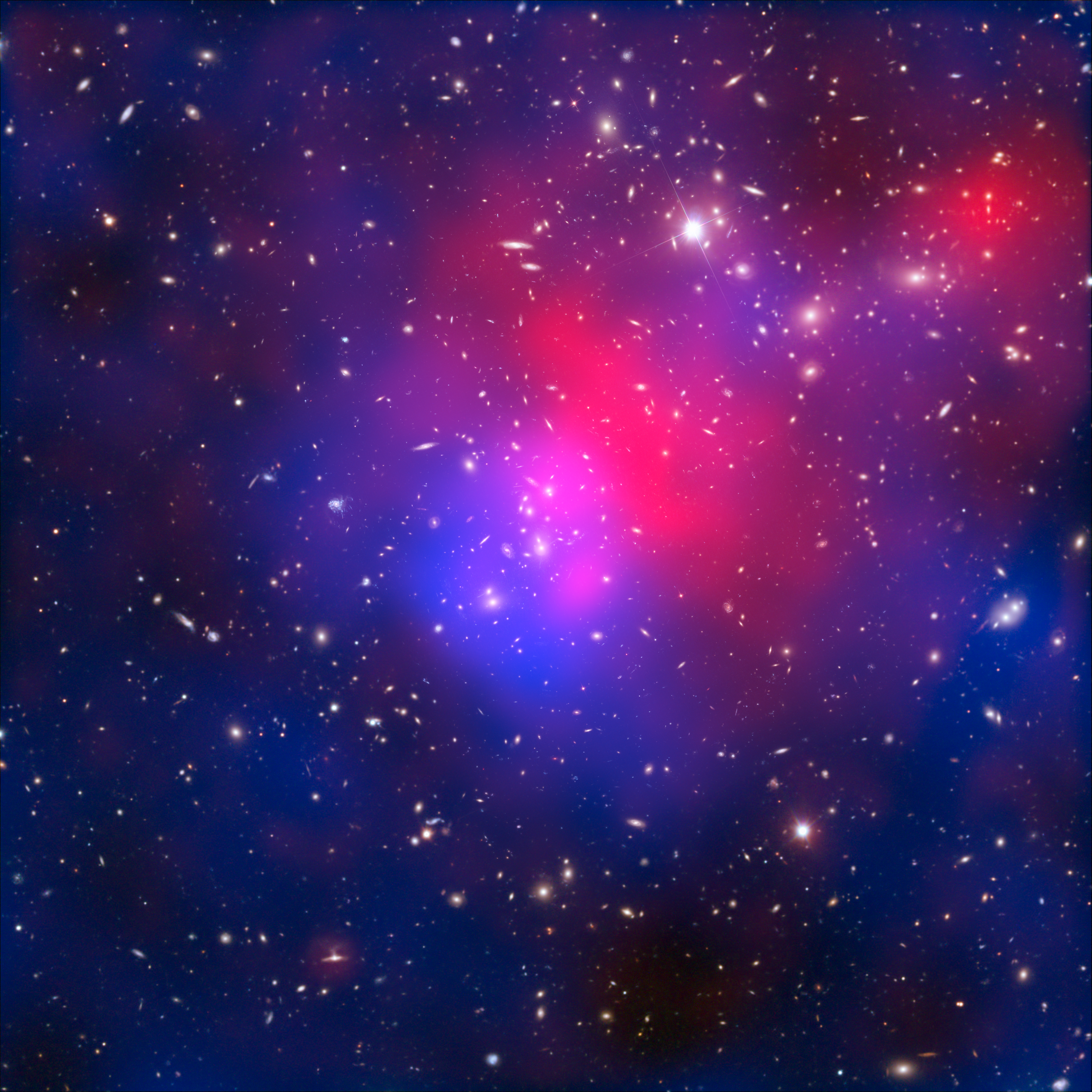
Zdjęcie gromady galaktyk Abell 2744 wykonane przez HST/VLT/Chandra.

Abell 2744 (Gromada Pandora) – gromada galaktyk znajdująca się w gwiazdozbiorze Rzeźbiarza. Gromada ta powstała na skutek zderzenia czterech gromad galaktyk, które trwało przez 350 mln lat.
Badania gromady Abell 2744 prowadzone za pomocą Very Large Telescope, japońskiego Teleskopu Subaru, Kosmicznego Teleskopu Hubble’a oraz Obserwatorium Rentgenowskiego Chandra wykazały, że jedynie 5% masy gromady stanowią galaktyki. Brakującą masę gromady uzupełnia w 20% gorący gaz widoczny jedynie w zakresie promieni Rentgena oraz w 75% całkowicie niewidzialna, hipotetyczna ciemna materia. By lepiej poznać przebieg zderzenia, wykonano mapę rozmieszczenia tych trzech typów materii.
By poznać rozmieszczenie ciemnej materii, badacze wykorzystali zjawisko soczewkowania grawitacyjnego. Dzięki analizie serii zniekształceń obrazu galaktyk tła na zdjęciach wykonanych VLT i teleskopem Hubble’a sporządzono dokładną mapę rozmieszczenia ciemnej materii. Wykorzystanie teleskopu Chandra umożliwiło określenie, gdzie znajduje się gaz oraz ujawniło kąty i prędkości, z jakimi łączyły się poszczególne składniki gromady.
Olbrzymie i skomplikowane zderzenie gromad doprowadziło do odseparowania pewnej części gorącego gazu i ciemnej materii, wskutek czego znajduje się ona w pewnym oddaleniu od widzialnych galaktyk, reszty gazu i ciemnej materii. W pobliżu centrum powstałej gromady znajduje się „pocisk”, w którym gaz jednej gromady zderzył się z drugim, wywołując falę uderzeniową. Ciemna materia pozostała jednak nienaruszona. Podobny efekt obserwowano w gromadzie Pocisk.
W innym miejscu gromady odnaleziono galaktyki oraz ciemną materię, jednak tylko ze śladowymi ilościami gorącego gazu. Przypuszczalnie gaz mógł zostać wyrzucony podczas zderzenia.
W zewnętrznych częściach gromady znaleziono obszar, który zawiera dużą ilość ciemnej materii, a równocześnie nie ma w nim widocznych galaktyk ani gorącego gazu. Odosobniony obłok, zamiast podążać za ciemną materią, został wyrzucony i ją poprzedza. Przyczyny tego ostatniego zjawiska nie udało się ustalić.